# Galipea maxima
Galipea maxima är en vinruteväxtart som beskrevs av Pirani & Kallunki. Galipea maxima ingår i släktet Galipea och familjen vinruteväxter. Inga underarter finns listade i Catalogue of Life.